# Louis le Brocquy
Louis le Brocquy (* 10. November 1916 in Dublin; † 25. April 2012 ebenda) war ein irischer Maler.

## Kurzbiographie
Bekannt wurde le Brocquy besonders durch die expressiven Portraitköpfe berühmter Schriftsteller und Künstler wie James Joyce, Samuel Beckett, William Butler Yeats, Seamus Heaney und Francis Bacon. 1956 vertrat er Irland bei der Biennale in Venedig und gewann den Premio Acquisto Internationale. Seine Maltechnik war gekennzeichnet durch das Auftragen mehrerer Schichten, wobei die oberen Schichten die unteren nicht verdecken, sondern transparent durchscheinen lassen. Le Brocquy war ein Saoi bei Aosdána.